# Canne de combat

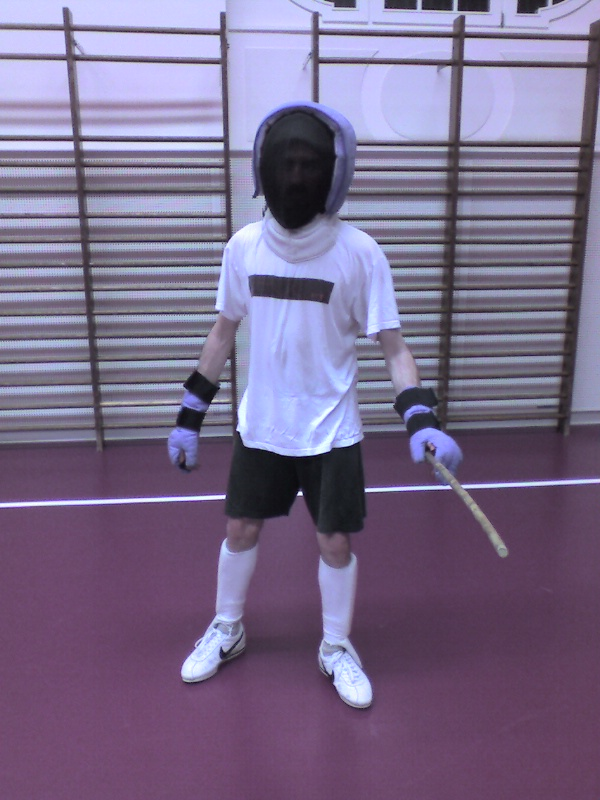
Lätt klädsel för canne de combat.

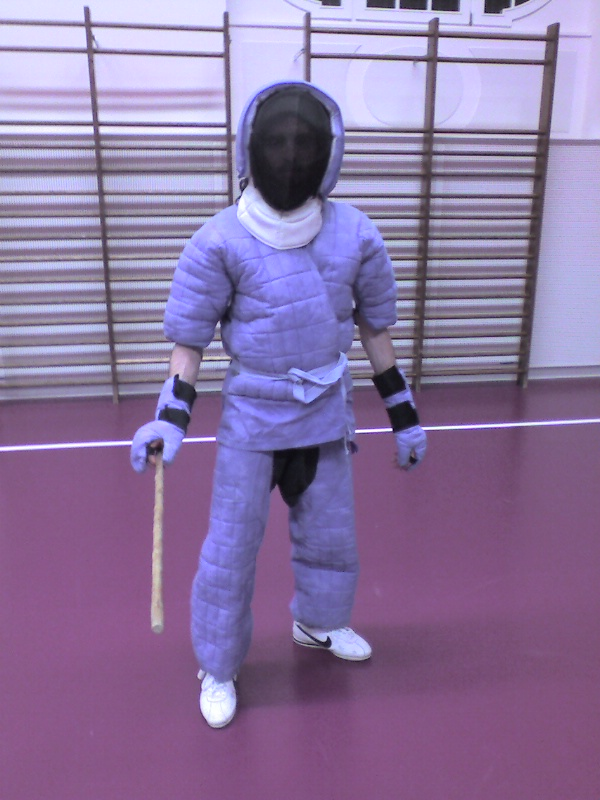
Full klädsel för canne de combat.

Canne de combat (franska för stridskäpp) är en kampsport i vilken en träkäpp (med fysiska egenskaper i stil med vilken promenadkäpp som helst) används som tillhygge.

## Historia

### Canne som självförsvar
Canne är en del av en trend av självförsvarsträning som startar under första halvan av 1800-talet i stora europeiska städer. Självförsvar med käpp tränades på så kallade Salons des Armes i storstäder i Frankrike och Belgien. Andra tekniker som tärnades var boxe francaise/Savate, fäktning, skytte och brottning. Vid sin höjdpunkt på 1800-talets slut fanns cirka 400 000 utövare i Frankrike. Kända utövare var Alexandre Dumas den äldre, författaren till De tre musketörerna och Honoré de Balzac. En likartad utveckling finns i Storbritannien där motsvarande tekniker utgör grunden i Bartitsu den kampsport som den fiktiva personen Sherlock Holmes lär ha utövat.

### Canne som idrott
De första officiella reglerna till canne de combat fastställdes 1903 även om det fanns regelsystem även innan. Reglerna lanserades i samband med de första franska mästerskapen i Paris samma år, tävlingen vanns av Charles Charlemont.
Canne de Combat var uppvisningsidrott vid Parisolympiaden 1924. 
Efter andra världskriget hamnar sporten i en svacka, många utövare dog i kriget och det dröjde till 1975 innan Maurice Sarry tog initiativet till ett nytt förbund för sporten, CNCCB. 
Idag finns ca 5000 registrerade utövare i Frankrike och klubbar finns i Kanada, Kroatien, Slovenien, Storbritannien, Sverige, Syd Korea, Tjeckien, Tyskland och Ungern. 

## Regler

### Vapen
Canne de combat utförs med en stav vanligtvis gjord av kastanjeträ. Staven skall vara 95 cm lång, 120 gram och ha en diameter på ca 1 cm. Staven delas in i spets (15 cm), paradyta (60 cm) och handtag (20 cm). En utövare är fri att använda valfri hand för att utföra idrotten.

### Pisten
Pisten i canne utgörs av en cirkel som är 9 meter i diameter.

### Matchen
En match är indelar i tre ronder om repetitive 2 minuter.

### Tävlingar
Det finns tre tävlingsformer inom sporten, en som baseras på teknik, en som baseras på uttryck och en som utförs i rullstol.
Teknikinriktningen har ett VM och tidvis ett EM, paraidrotten rullstols-canne finns med på VM sedan 2022. Till VM får varje nationellt förbund skicka två tävlande i dam och två i herrklasserna.
För uttrycksdelen är coupe de style i Montpellier den största årligen återkommande tävlingen, tävlingen sker normalt under våren. 
Canne de Combat är en av sporterna som ingår i satsningen World Combat Games vilket liknats vid ett OS för kampsport. Under World Combat Games 2023 i Riyadh tog svensken Max Valentin guld i lagtävlingen. Tävlingen porträtteras i radiodokumentären "Pinnfäktaren i Saudi" vilken publicerades i september 2024.

## Världs- och Europamästare
| År   | Tävling          | Vinnare                                          |
| ---- | ---------------- | ------------------------------------------------ |
| 2024 | Världsmästerskap | David Leble (FR) / Amelie Pinel (FR)             |
| 2022 | Världsmästerskap | David Leble (FR) / Chim Cholin (FR)              |
| 2020 | Världsmästerskap | Inställt                                         |
| 2018 | Världsmästerskap | Benjamin Latt (FR) / Nicole Holzmann (TY)        |
| 2016 | Världsmästerskap | Benjamin Latt (FR) / Nicole Holzmann (TY)        |
| 2014 | Världsmästerskap | Benjamin Latt (FR) / Sélénia Claudin-Mabire (FR) |
| 2013 | Europamästerskap | Benjamin Latt (FR) / Nicole Holzmann (TY)        |
| 2012 | Världsmästerskap | Benjamin Latt (FR) /Sélénia Claudin-Mabire (FR)  |
| 2010 | Europamästerskap | Florian Adami (FR) /Marine Gaudin (FR)           |
| 2008 | Världsmästerskap | Frodo Van de Geuchte (FR) /Nicole Chane Foc (FR) |